# WatchKit
WatchKit 是苹果公司为Apple Watch应用开发提供的软件框架，基于Swift和Objective-C语言，需通过Xcode编译实现，其架构设计与iOS应用开发类似。

## 历史
2014年随iOS 8.2测试版发布，早于Apple Watch正式上市一年。2015年苹果在多个城市设立保密实验室，开发者需在遮蔽手机摄像头的环境中进行应用测试。

## 技术特性

### 基础架构
- 采用「界面渲染分离」设计：Apple Watch仅处理UI显示，业务逻辑由配对iPhone执行[4]
- 支持Handoff跨设备协同功能
- 提供「Glances」瞬时信息模板系统

### 开发限制
初期版本要求应用主体在iPhone运行，2015年watchOS 2.0开始支持原生应用开发

## 核心组件

### 功能类
- WKInterfaceController
- WKUserNotificationInterfaceController
- WKExtension
- WKAlertAction

### UI元素类
- WKInterfaceButton
- WKInterfaceMap
- WKInterfaceTable
- WKInterfaceSlider

### 多媒体类
- WKAudioFilePlayer
- WKInterfaceMovie
- WKImageAnimatable

## 开发工具
需配合Xcode 6.2+版本使用，提供：
- 界面构建器（Storyboard支持）
- 手表模拟器
- 性能分析工具

## 影响与演进
2016年被WatchOS SDK逐步取代，但其设计理念影响了后续SwiftUI对穿戴设备的支持方案。